# Germán Hornos
Germán Andrés Hornos Correa (né le 21 août 1982 à San José de Mayo en Uruguay) est un footballeur uruguayen. Son poste de prédilection est attaquant de pointe.
Le 6 juin 2009, il s'engage avec le club provençal promu en Ligue 2, l'AC Arles-Avignon.

## Clubs
- 2002-2003 : Fénix Montevideo  Uruguay (61 matchs, 43 buts)
- 2003-2004 : FC Séville  Espagne (16 matchs, 2 buts)
- 2004-2006 : Real Valladolid  Espagne (16 matchs, 8 buts)
- 2006-2007 : Bella Vista  Uruguay (4 matchs)
- 2007 : River Plate  Uruguay (13 matchs, 4 buts)
- 2007-2008 : Central Español Fútbol Club  Uruguay (11 matchs, 5 buts)
- 2008-2009 : Tacuarembó FC  Uruguay (10 matchs, 1 but)
- juin 2009-2009 : AC Arles-Avignon  France
- 2010 : Durazno FC  Uruguay
- 2011-2012 : Ñublense  Chili

## Palmarès
- Meilleur buteur du Championnat d'Uruguay de football en 2002 avec Fénix Montevideo.
- Première sélection en équipe nationale le 20 novembre 2002 lors de la rencontre Venezuela - Uruguay.